# Афодий краснобрюхий
Афодий краснобрюхий (лат. Aphodius foetens) — вид пластинчатоусых жуков из подсемейства афодиин.

## Описание
Имаго длиной 6—8 мм. Брюшко, голени и лапки красные. Жуки характеризуются следующими признаками: 1) задние углы переднеспинки тупые, но явственные; 2) первый членик лапок короче трёх последующих вместе взятых и верхней шпоры задних голеней.

## Синонимы
В синонимику вида входят следующие биномены:
- Scarabaeus foetens Fabricius, 1787basionym
- Aphodius aestivalis Stephens, 1839
- Aphodius analis Gistel, 1857
- Aphodius pseudanalis Strand, 1917
- Aphodius rufiventris Preller, 1862
- Aphodius sanguinipennis Mulsant, 1842